# Eric Stoltz
Eric Cameron Stoltz (født 30. september 1961 i Whittier, Californien i USA) er en amerikansk skuespiller og filminstruktør.
Han er kendt for sine roller i film som The Water Dance og Killing Zoe. Han blev nomineret til en Golden Globe Award for Best Supporting Actor i filmen Mask.
Han var søn af Evelyn B. (født Vawt), en violinist og lærer, der døde i 1994, og Jack Stoltz, man lærte i skolen. Han har to ældre søstre, Catherine Stoltz (1954) og Susan Stoltz (1957). Som barn rejste Stoltz i både Amerikansk Samoa og Santa Barbara, Californien, hvor han tjente penge ved at spille klaver for lokale musikteater produktioner. Han studerede på University of Southern California, hvor han droppede ud inden han færdiggjorde nogen form for uddannelse.
I 1970'erne deltog Stoltz i Edinburgh Festival i Skotland. Han vendte tilbage til USA i 1979, hvor han studerede drama og teater, og fandt senere ud af, at han ville forfølge en karriere inden for film og tv. I slutningen af 1970'erne blev han castet som Carol Burnett og Charles Grodin søn i tv tilpasningen af Erma Bombecks The Grass Is Always Greener Over The Septic Tank. I 1981 studerede han med Stella Adler og Peggy Feury i New York, og optrådte hurtigt i sin første film, Fast Times on Ridge Mont High (1982).
Oprindeligt blev han tiltænkt rollen som Marty McFly i Tilbage til fremtiden (1985), men han blev erstattet efter 5 ugers filmoptagelser. Denne rolle blev således givet til instruktørens oprindelige valg, Michael J. Fox. I 1980'erne fik han opmærksomhed (og en Golden Globe-nominering) til stjerner som Rocky Dennis i filmen Mask (1985), og i instruktøren John Hughes' film Wonderful fra 1987.
I løbet af 1990'erne spillede han en række roller både på scenen, film og tv, herunder flere uafhængige film, blandt andre den Independent Spirit Award-vindende Pulp Fiction (1994) og den Sundance Festival-vindende The Water Dance (1992). I 1997 spillede han overfor Jennifer Lopez, Ice Cube, Jon Voight og Owen Wilson i gyserfilmen Anaconda fra 1997. Han var også involveret i off-Broadway produktionen af Out Town, som han blev nomineret til en Tony Award for. Stoltz blev tildelt en Indie Support Award i 1998 ved Los Angeles Film Festival.
Under den første del af 2000'erne, medvirkede han sammen med Gillian Anderson i The House of Mirth (2000), baseret på en roman af Edith Wharton. Fra 2001 til 2002 havde han en tilbagevendende rolle som engelsklærer-digteren August Dimitri i ABC's Once and Again, hvor Julia Whelans karakter, en teenager, forelskede sig i ham. Han instruerede en episode af tv-serien i 2002.
I 2003 spillede han sin første førende tv-rolle i "Out of Order", som blev aflyst efter fem episoder på skærmen. I 2004 medvirkede han i The Butterfly Effect som en børnemishandler, året efter at han havde haft en gæstestjerne i sitcom'en Will & Grace som Debra Messings kæreste. Han blev nomineret til en Emmy Award for sin præstation i filmen My Horrible Year! (2001). Han har også instrueret en kortfilm kaldet The Bulls, samt en episode af Law & Order i 2005, med titlen "Tombstone". Stoltz spillede en seriemorder, der har behov for medicinsk behandling i tre episoder af den femte sæson af tv-serien Grey's Anatomy. Han har også instrueret to episoder af denne serie. Stoltz har været en vegetar i 25 år.

## Filmografi

### Skuespiller

#### Film
| År   | Titel                                      | Rolle                       | Noter                                                                   |
| ---- | ------------------------------------------ | --------------------------- | ----------------------------------------------------------------------- |
| 1982 | Fast Times at Ridgemont High               | Stoner Bud                  |                                                                         |
| 1984 | Surf II                                    | Chuck                       |                                                                         |
| 1984 | Running Hot                                | Danny Hicks                 |                                                                         |
| 1984 | The Wild Life                              | Bill Conrad                 |                                                                         |
| 1985 | The New Kids                               | Mark                        |                                                                         |
| 1985 | Mask                                       | Rocky Dennis                | Nominated—Golden Globe Award for Best Supporting Actor – Motion Picture |
| 1985 | Code Name: Emerald                         | Lt. Andy Wheeler            |                                                                         |
| 1987 | Some Kind of Wonderful                     | Keith Nelson                |                                                                         |
| 1987 | Lionheart                                  | Robert Nerra                |                                                                         |
| 1987 | Sister, Sister                             | Matt Rutledge               |                                                                         |
| 1988 | Greasy Lake                                | The Narrator                | Direct-to-video                                                         |
| 1988 | Manifesto                                  | Christopher                 |                                                                         |
| 1988 | Haunted Summer                             | Percy Shelley               |                                                                         |
| 1989 | The Fly II                                 | Martin Brundle              |                                                                         |
| 1989 | Say Anything...                            | Vahlere                     |                                                                         |
| 1990 | Memphis Belle                              | Sgt. Danny "Danny Boy" Daly |                                                                         |
| 1991 | Money                                      | Franck Cimballi             |                                                                         |
| 1992 | The Waterdance                             | Joel Garcia                 |                                                                         |
| 1992 | Singles                                    | The Mime                    |                                                                         |
| 1993 | Bodies, Rest & Motion                      | Sid                         | Producer                                                                |
| 1993 | Naked in New York                          | Jake Briggs                 |                                                                         |
| 1994 | Killing Zoe                                | Zed                         |                                                                         |
| 1994 | Pulp Fiction                               | Lance                       | Nominated—Independent Spirit Award for Best Supporting Male             |
| 1994 | Sleep with Me                              | Joseph                      | Producer                                                                |
| 1994 | Little Women                               | John Brooke                 |                                                                         |
| 1995 | Killing Time                               | Stop N Start Manager        | Short film                                                              |
| 1995 | The Prophecy                               | Simon                       |                                                                         |
| 1995 | Rob Roy                                    | Alan MacDonald              |                                                                         |
| 1995 | Never Say Goodbye Aids Benefit by Yoko Ono | Man From Hamptons           | Direct-to-video short film                                              |
| 1995 | Fluke                                      | Jeff Newman                 |                                                                         |
| 1995 | Kicking and Screaming                      | Chet                        |                                                                         |
| 1996 | Grace of My Heart                          | Howard Cazsatt              |                                                                         |
| 1996 | 2 Days in the Valley                       | Wes Taylor                  |                                                                         |
| 1996 | Jerry Maguire                              | Ethan Valhere               |                                                                         |
| 1997 | Keys to Tulsa                              | Richter Boudreau            |                                                                         |
| 1997 | Anaconda                                   | Dr. Steven Cale             |                                                                         |
| 1997 | Mr. Jealousy                               | Lester Grimm, aka Vince     | Executive producer                                                      |
| 1997 | Highball                                   | Darien                      |                                                                         |
| 1998 | Hi-Life                                    | Jimmy                       |                                                                         |
| 1998 | The Rocking Horse Winner                   | Uncle Joe                   | Short film                                                              |
| 1998 | A Murder of Crows                          | Thurman Parks III           |                                                                         |
| 2000 | It's a Shame About Ray                     | Mr. Stoltz                  | Short film                                                              |
| 2000 | Jesus & Hutch                              | Jesus                       | Short film                                                              |
| 2000 | The Simian Line                            | Sam Donovan                 |                                                                         |
| 2000 | The House of Mirth                         | Lawrence Selden             |                                                                         |
| 2001 | Things Behind the Sun                      | Dan                         |                                                                         |
| 2001 | Harvard Man                                | Teddy Carter                |                                                                         |
| 2002 | The Rules of Attraction                    | Mr. Lawson                  |                                                                         |
| 2003 | Happy Hour                                 | Levine                      |                                                                         |
| 2003 | When Zachary Beaver Came to Town           | Otto                        |                                                                         |
| 2004 | The Butterfly Effect                       | Mr. Miller                  |                                                                         |
| 2004 | Childstar                                  | Fresno Burnbaum             |                                                                         |
| 2005 | Hello                                      | Max                         | Short film                                                              |
| 2005 | The Honeymooners                           | William Davis               |                                                                         |
| 2006 | The Lather Effect                          | Mickey                      |                                                                         |
| 2007 | The Grand Design                           | Josh                        | Short film (executive producer)                                         |
| 2009 | Sparks                                     | Joseph                      | Short film                                                              |
| 2011 | Fort McCoy                                 | Frank Stirn                 | Producer                                                                |
| 2014 | 5 to 7                                     | Galassi                     |                                                                         |
| 2015 | Larry Gaye: Renegade Male Flight Attendant | Russ Peterson               |                                                                         |
| 2018 | Her Smell                                  | Howard                      |                                                                         |
| 2019 | Lucky Day                                  | Voice of Authority          | Voice                                                                   |

#### TV
| År        | Titel                                            | Rolle                                    | Noter                                                                                   |
| --------- | ------------------------------------------------ | ---------------------------------------- | --------------------------------------------------------------------------------------- |
| 1978      | James at 15                                      | Jack                                     | Episode: "Hunter Country"                                                               |
| 1978      | The Grass Is Always Greener Over the Septic Tank | Steve Benson                             | TV movie                                                                                |
| 1979      | A New Kind of Family                             | Burt                                     | Episode: “Invasion of Privacy’’                                                         |
| 1979      | The Seekers                                      | First Boy                                | TV movie                                                                                |
| 1980      | The Waltons                                      | Sr. Boy #1                               | Episode: "The Valediction"                                                              |
| 1980      | Eight Is Enough                                  | Kurt Harper                              | Episode: "Finally Grad Night"                                                           |
| 1981      | Walking Tall                                     | David Coombs                             | Episode: "The Killing of McNeal County's Children"                                      |
| 1981      | Knots Landing                                    | Luke                                     | Episode: "Man of the Hour"                                                              |
| 1981      | The Violation of Sarah McDavid                   | Pete Brady                               | TV movie                                                                                |
| 1982      | Paper Dolls                                      | Steve                                    | TV movie                                                                                |
| 1982      | Seven Brides for Seven Brothers                  | Kevin                                    | Episode: "Challenges"                                                                   |
| 1983      | The Fall Guy                                     | Little Juice Atkins                      | Episode: "One Hundred Miles a Gallon"                                                   |
| 1983      | Love, Sidney                                     | Rick                                     | Episode: "The Movie"                                                                    |
| 1983      | A Killer in the Family                           | Ricky Tison                              | TV movie                                                                                |
| 1983      | St. Elsewhere                                    | Eddie Carson                             | Episodes: "Under Pressure" "Entrapment" "All About Eve"                                 |
| 1984      | Things Are Looking Up                            | Neil 'Trout' Troutman                    | TV movie                                                                                |
| 1989      | Great Performances                               | George Gibbs                             | Episode: "Our Town"                                                                     |
| 1990      | American Playhouse                               | Younger Edward                           | Episode: "Sensibility and Sense"                                                        |
| 1991      | A Woman at War                                   | Franz Bueller                            | TV movie                                                                                |
| 1992      | The Heart of Justice                             | David Leader                             | TV movie                                                                                |
| 1993      | Foreign Affairs                                  | Fred Turner                              | TV movie                                                                                |
| 1993      | Frasier                                          | Don (voice)                              | Episode: "Miracle On Third Or Fourth Street"                                            |
| 1994      | Roommates                                        | Bill Thomas                              | TV movie                                                                                |
| 1994–1998 | Mad About You                                    | Alan Tofsky                              | 6 episodes                                                                              |
| 1995      | Fallen Angels                                    | Nick Ballestier                          | Episode: "A Dime a Dance"                                                               |
| 1995      | Partners                                         | Cameron                                  | Episode: "How Long Does It Take to Cook a 22-Pound Turkey?"                             |
| 1996      | Don't Look Back                                  | Jesse Parish                             | TV movie                                                                                |
| 1996      | Inside                                           | Marty Strydom                            | TV movie                                                                                |
| 1997      | Homicide: Life on the Street                     | Drew Kellerman                           | Episode: "Wu's on First?"                                                               |
| 1998      | Blackout Effect                                  | John Dantley                             | TV movie                                                                                |
| 1998–1999 | Hercules                                         | Theseus (voice)/The Grim Avenger (voice) | Episodes: "Hercules and the Minotaur" "Hercules and the Grim Avenger"                   |
| 1998–1999 | Chicago Hope                                     | Dr. Robert Yeats                         | Series regular                                                                          |
| 1999      | The Passion of Ayn Rand                          | Nathaniel Branden                        | TV movie                                                                                |
| 1999      | Our Guys: Outrage at Glen Ridge                  | Prosecutor Bob Laurino                   | TV movie                                                                                |
| 2000      | Common Ground                                    | Johnny Burroughs                         | TV movie                                                                                |
| 2000      | One Kill                                         | Capt. Wallker Randall                    | TV movie                                                                                |
| 2000      | The Last Dance                                   | Todd Cope                                | TV movie                                                                                |
| 2001      | My Horrible Year!                                | Uncle Charlie                            | TV movie (director)                                                                     |
| 2001–2002 | Once and Again                                   | August Dimitri                           | 7 episodes (directed Episode 3.13 "Falling in Place")                                   |
| 2002      | Law & Order: Special Victims Unit                | Father Michael Sweeney                   | Episode: "Silence"                                                                      |
| 2003      | Out of Order                                     | Mark Colm                                | TV mini-series                                                                          |
| 2005      | Will & Grace                                     | Tom Cassidy                              | Episodes: "Friends with Benefits" "Kiss and Tell"                                       |
| 2005      | The Triangle                                     | Howard Thomas                            | Episodes: "Episode 1.1" "Episode 1.2" "Episode 1.3"                                     |
| 2007      | Medium                                           | Sonny Troyer                             | Episode: "We Had a Dream"                                                               |
| 2007      | Close to Home                                    | Det. Chris Veeder                        | Episodes: "Drink the Cup" "Fall from Grace" "Eminent Domain"                            |
| 2008      | Blank Slate                                      | Sean Sullivan                            | TV movie                                                                                |
| 2009      | Grey's Anatomy                                   | William Dunn                             | Episodes: "Wish You Were Here" "Sympathy for the Devil" "Stairway to Heaven"            |
| 2009–2010 | Caprica                                          | Daniel Graystone                         | Lead role (directed "Unvanquished")                                                     |
| 2011      | Leverage                                         | Alan Scott                               | Episode: "The Long Way Down Job"                                                        |
| 2013      | Maron                                            | Danny                                    | Episode: "Projections"                                                                  |
| 2014      | Blue                                             | Arthur                                   | WIGS Original Series                                                                    |
| 2014–2019 | Madam Secretary                                  | Will Adams                               | Episodes: "Catch and Release" "Invasive Species" (uncredited) "Tectonic Shift" "Ghosts" |

### Instruktør
| År   | Titel                               | Noter            |
| ---- | ----------------------------------- | ---------------- |
| 2005 | The Bulls                           | Short film       |
| 2007 | The Grand Design                    | Short film       |
| 2017 | Confessions of a Teenage Jesus Jerk | Independent film |
| 2017 | Class Rank                          | Independent film |

#### TV
| År        | Titel                       | Noter |
| --------- | --------------------------- | --- |
| 2001      | My Horrible Year!           | TV movie |
| 2002      | Once and Again              | Episode: "Falling in Place" |
| 2005      | Law & Order                 | Episode: "Tombstone" |
| 2007      | Boston Legal                | Episodes: "Dumping Bella" "The Object of My Affection" |
| 2008      | Quarterlife                 | Episodes: "Anxiety" "Home Sweet Home" |
| 2008      | Grey's Anatomy              | Episodes: "Brave New World" "These Ties That Bind" |
| 2009      | Nip/Tuck                    | Episode: "Lola Wlodkowski" |
| 2009–2011 | Private Practice            | Episodes: "Do the Right Thing" "Eyes Wide Open" "War" "If You Don't Know Me By Now" |
| 2010      | Huge                        | Episode: "Talent Night" |
| 2010      | Caprica                     | Episode: "Unvanquished" |
| 2010–2014 | Glee                        | Episodes: "Duets" "Blame It on the Alcohol" "Prom Queen" "The Purple Piano Project" "Mash Off" "Yes/No" "Big Brother" "Prom-asaurus" "Nationals" "Makeover" "Guilty Pleasures" "Opening Night" |
| 2011      | Off the Map                 | Episode: "On the Mean Streets of San Miguel" |
| 2012      | Californication             | Episode: "Love Song" |
| 2012      | White Collar                | Episode: "Ice Breaker" |
| 2013      | Nashville                   | Episodes: "There'll Be No Teardrops Tonight" "Take These Chains from My Heart" |
| 2014      | How to Get Away with Murder | Episodes: "He deserved to die" |
| 2014–2016 | Madam Secretary             | Episodes: "Just Another Normal Day" "Collateral Damage" "Whisper of the Ax" "There But For the Grace of God" "The Doability Doctrine" "The Greater Good" "Vartius" "The Linchpin"              |

### Producer

#### Film
| År   | Titel                 | Noter                           |
| ---- | --------------------- | ------------------------------- |
| 1993 | Bodies, Rest & Motion |                                 |
| 1994 | Sleep with Me         |                                 |
| 1997 | Mr. Jealousy          | Executive producer              |
| 2005 | The Bulls             | Short film (executive producer) |
| 2006 | The Lather Effect     | Associate producer              |
| 2007 | The Grand Design      | Short film (executive producer) |
| 2011 | Fort McCoy            |                                 |